# Juramento de Vincennes
El juramento de Vincennes es un compromiso que se hizo durante una manifestación en contra de la ley Debré de 1959.

### Historia
Cuando, en 1959, la ley Debré institucionaliza la financiación pública de las escuelas privadas en el marco de acuerdos o asociaciones con el Estado, los manifestantes se echaron a la calle por cientos y se reunieron en el césped del bosque de Vincennes el 19 de junio de 1960 400 000 personas en representación de 10 813 697  de ciudadanos peticionarios pronunciaron el juramento de Vincennes : 

Los aquí reunidos hacemos el juramento solemne
- de manifestar en todas las circunstancias y en todos los lugares nuestra irreductible oposición a esta ley contraria a la evolución histórica de la Nación ;
- de luchar sin traba y sin desfallecimiento hasta su derogación ;
- y de conseguir que el esfuerzo escolar de la República esté únicamente reservado à la Escuela de la Nación, esperanza de nuestra juventud.

### Texto original
Nous faisons le serment solennel
- de manifester en toutes circonstances et en tous lieux notre irréductible opposition à cette loi contraire à l’évolution historique de la Nation ;
- de lutter sans trêve et sans défaillance jusqu’à son abrogation ;
- et d’obtenir que l’effort scolaire de la République soit uniquement réservé à l’École de la Nation, espoir de notre jeunesse.

## Enlace interno
- Juramento del Juego de Pelota